# Pseudopieris
Pseudopieris is een geslacht in de orde van de Lepidoptera (vlinders) familie van de Pieridae (Witjes).
Pseudopieris werd in 1890 beschreven door Godman & Salvin.

## Soorten
Pseudopieris omvat de volgende soorten:
- Pseudopieris nehemia - (Boisduval, 1836)
- Pseudopieris viridula - (Felder, C & R Felder, 1861)